# Sciops octomaculata
Sciops octomaculata är en nattsländeart som beskrevs av Mclachlan 1866. Sciops octomaculata ingår i släktet Sciops och familjen ryssjenattsländor. Inga underarter finns listade i Catalogue of Life.